# Argentin válság (1998–2003)

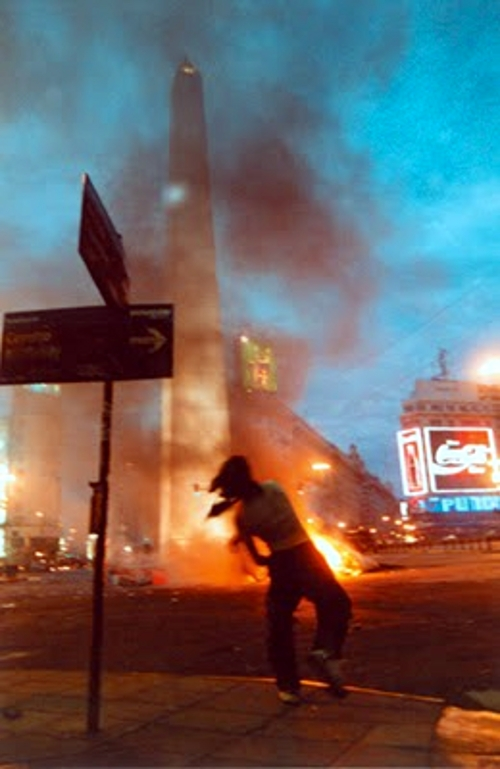
2001. decemberi tüntetések (az úgynevezett cacerolazo idején készült fotó)

Az argentin válság kifejezés alatt az Argentínában 1998 és 2002 között kialakult általános gazdasági válságot és a pénzügyi rendszer teljes összeomlását kell érteni, melynek hatásai mély nyomokat hagytak az országban és kihatottak a későbbi történelmére is. Az itt leszűrhető tapasztalatok ellenére az ezt követő válságok, de az argentinhoz kísértetiesen hasonló görög gazdasági válság is azt mutatja, hogy a világ nem tanult sokat az argentin gazdaságtörténelemből, holott régóta tudott dolog, hogy rendkívül kockázatos gazdaságilag igen egyenlőtlen teljesítőképességű országok valutáinak egymás közti átváltási arányait rögzíteni, vagy átvenni egy másik ország fizetőeszközét (illetve létrehozni belőlük egy valutaközösséget). A másik leszűrhető tapasztalat, hogy az a kormányzati politika, mely az államadósság felhalmozását nem tudja kordában tartani, az olyan terheket ró a társadalomra, amely akár kisebb krízishelyzetek miatti instabilitás eredményeként a különböző társadalmi rétegeihez tartozó emberek teljes elutasításával nézhet szembe. A nemzetközi pénzpiacok a túlzott államadósságot az állami kötvényeket sújtó kockázati felár drasztikus megemelésével büntetik (ami Argentína esetében a hitelforrások kiszáradását jelentette és államcsődhöz vezetett), egyben az ország fizetőeszközét spekulációs támadásoknak szolgáltatják ki.
Az argentin válságnak két csúcspontja volt: az 1998–1999. évi erőteljes gazdasági visszaesés (recesszió) és a pénzügyi rendszer 2001–2002. évi összeomlása, amely Fernando de la Rúa elnök lemondásához és az ország nagymértékű politikai egyensúlyvesztéséhez vezetett. A válság idején Argentína bruttó hazai terméke 21%-kal csökkent. Ennek szociális következményei rettenetesek voltak: a válság mélypontján (2002 közepén) a szegénységi arány 57%-ra növekedett, ugyanekkor a munkanélküliség elérte a 23%-ot. 2002-től kezdve az argentin gazdaság kezdett kilábalni a nehézségekből, 2003-tól kezdve már jelentős pozitívumot mutatott, például a gazdasági növekedés 2004-ben 8,8%-os volt.

## A válság előtörténete és okai
Argentína a 20. század első felében még a Föld gazdagabb országai közé tartozott. Az egy főre jutó jövedelem 1913-ban az európai nagyhatalmak szintjén állt. Az 1930-as években világgazdasági nagyhatalom, egy főre jutó GDP-je Franciaországéval vetekedett. A második világháborúban semleges Argentína a háború befejezésekor kifejezetten gazdag ország volt, hiszen például devizatartalékai meghaladták az 1,2 milliárd amerikai dollárt. Juan Domingo Perón elnök gazdaságpolitikája azonban felélte a tartalékokat, és több elnöki ciklusa után 1955-ben eltávolították a hatalomból. Ezt követően az ország mind politikai, mind gazdasági értelemben labilis fázisokon ment keresztül. Gyakori kormányváltások, megvalósíthatatlan, sokszor teljesen különböző gazdaságpolitikai elképzelések és befejezetlen beruházások jellemezték ezt az időszakot. Ennek következményei miatt az argentinok számos gazdasági nehézséggel néztek szembe, melyeket kormányaik általában rövidtávú stabilizáló programokban próbáltak kiigazítani. Ezek az intézkedések azonban hosszú távon felpuhultak és eltévesztették eredeti céljukat. Összességében a kormányzati beavatkozások a helyzetet többnyire tovább rontották és növekvő szociális kiadásokat eredményeztek, az egyre magasabb infláció további gerjesztése mellett. Ezek a hatások végeredményként oda vezettek, hogy lassan az országnak a harmadik világ szintjére történő lesüllyedéséről lehetett beszélni. 
Az évszázad végének gazdasági válságához jelentősen hozzájárult e korszak számos gazdaságpolitikai és belpolitikai hibája. Argentínában Isabel Perón elnököt 1976. március 24-én egy katonai puccs elmozdította hivatalából. Az ezt követő katonai diktatúra az úgynevezett átmenet (spanyolul:Proceso de Reorganización Nacional Nemzeti Újjáépítés Folyamata) évei 1976–1981 között Jorge Videla tábornok vezénylete mellett történt. Ő és katonai kormányzata a három számjegyű infláció megfékezését és a súlyos költségvetési deficit leszorítását nem tudta elérni. Az általuk meghozott megszorító intézkedések során befagyasztották a béreket és utat engedtek a külföldi tőke és áruimport előtt. A külföld felé nyitás azt eredményezte, hogy a beáramló olcsóbb áruk miatt tönkrement az argentin ipar nagy része. További végzetes gazdasági lépés volt a Falkland-szigeteki háború és annak megvívásához felvett hitel. A háború elvesztése után 1983-ban a demokrácia ugyan megszilárdult és a politikai instabilitást is átvészelte az ország, de 1982-re a katonai hunta kormányzásának végén az államadósság már elérte a 44 milliárd dollárt. A gazdasági labilitás, a magas infláció és az ennek eredményeként életre hívott megszorító takarékossági programok azonban tovább éltek, mint például az Austral Terv (Argentína korábbi pénzneme az austral volt), amely egészen 1991-ig folytatódott. Ekkor az ország pénzügyi stabilitásának megszilárdítása érdekében a kormányzat feladta a pénzügyi szuverenitás politikáját, és a pesót 1:1 arányban az amerikai dollárhoz kötötte.
Ezzel a döntéssel az inflációt egy ideig meg tudták fékezni. Alig néhány év elteltével azonban megmutatkoztak a stabilizáló pénzügyi programnak a negatív hatásai is: az argentin termékek a világpiacon megdrágultak, és ez az ország versenyképességének romlásához vezetett, végeredményként e két tényező a külkereskedelmi egyenleget negatívvá tette, és jelentősen hozzájárult a külső eladósodás növekedéséhez. Bár a média Carlos Menem volt elnökben, Fernando de la Rúa és Domingo Cavallo gazdasági miniszter személyében, már korán „rátalált” a felelősökre, mégis a kialakuló válság létrejöttében több, összetettebb tényező hatása jelentkezett. Itt említhető meg a magas eladósodási ráta, a pesónak az amerikai dollárral szembeni túlértékeltsége, a környező dél-amerikai országok válságainak hatásai, a pénzügyi rendszerrel szembeni bizalom hiánya és a gazdaság privatizációja.

### Magas eladósodási ráta
Már korábban, az 1976 és 1983 között az úgynevezett Nemzeti Újjáépítés Folyamatában, a katonai diktatúra idején Argentína adóssága megnövekedett a negatív kereskedelmi mérleg, a spekuláció és a tőke kivonások miatt. Ezért Argentína az államadósságát csak rövid ideig tudta stabilan tartani. Menem elnöksége alatt ez az eladósodás – a csaknem mindig negatív kereskedelmi mérleg miatt – tovább növekedett, míg végül a GDP 55%-át kitevő nagyságrendet érte el. Egyedül 1996–99 között 36%-kal nőtt az államadósság.

### A pesónak az amerikai dollárral szembeni túlértékeltsége
1991-ben az ország pénzneme az austral volt. Az australt felváltó peso árfolyamát az akkori gazdasági miniszter, Domingo Cavallo hozzákötötte a dollárhoz. A rögzített átváltási árfolyam az austral esetében dolláronként 10 000, illetve a peso esetében 1:1 volt. Ez az intézkedés előbb az infláció megfékezésében sikerre vezetett. Még a hiperinfláció idején, 1989-ben egyik hónapról a másikra, az infláció háromjegyű értékeket mutatott. Az eredmény ellenére azért az évek közti inflációs index egy, illetve kétjegyű érték szintjén továbbra is megmaradt. Ez egyébként oda vezetett, hogy az argentin termékek a világpiacon megdrágultak, lévén, hogy a pesóban számított árak ugyanazok voltak dollárban is. Továbbá azért is, mert a béreket dollár értékű pesóban adva túlértékelt lett a munkaerő, és ezzel párhuzamosan az ország gazdasági teljesítőképessége gyengébb lett.
Mindez az 1990-es évek második felében behozatali többlethez (a bérnövekedések révén nagyobb vásárlóerő állt hirtelenjében rendelkezésre a belpiacon), negatív külkereskedelmi mérleghez vezetett, melyet az 1:1 paritás kényszere folytán ki kellett egyenlíteni (jegybanki intervenció: peso vásárlása dollárért), mégpedig újabb adósságok felhalmozásával.
Mai kritikák szerint Argentínában – még 1998 előtt – a merev 1:1 paritást fel kellett volna váltania egy rugalmas cserearánynak, a fizetőeszköz lebegtetésének, így a válság talán nem járt volna olyan brutális következményekkel. A merev cserearány negatív hatását csak fokozta az 1990-es évek végére megerősödött dollár.

### A környező dél-amerikai országok válságainak hatásai
1995-ben Mexikó az úgynevezett Tequila-válság nyomán leértékelte pénznemét, ugyanígy 1998-ban Brazília is. Következményként ezen országok termékeinek ára a világpiacon jelentősen csökkent. Ez végzetes volt az argentin gazdaság számára, amely az exportversenyben velük szemben alulmaradt. Az argentin vállalkozások és az országban ténykedő nemzetközi konszernek a termelésüket áttelepítették Brazíliába az ottani olcsóbb munkaerő miatt, ami így tovább növelte a hazai munkanélküliséget.

### A pénzügyi rendszerrel szembeni bizalom hiánya
Az argentin gazdasági politika gyakori irányváltásai az ország népében bizalmatlanságot ébresztett. A banki ügyfelek bizalmát mérő mutató 1998–2001 között 20%-ot veszített értékéből.
Ez végeredményét tekintve pánikhoz (tömeges dollárvásárlás és a tőke külföldre menekítése) vezetett. Az argentin nemzetgazdaság iránti nemzetközi bizalom is látványosan csökkent. A országkockázati felár , amely az ország államkötvényeinek az Amerikai Egyesült Államok standard kamatlábához való viszonyát adja meg és a rating-ügynökségek besorolásától függ, 2000-től kezdődően állandóan növekedett, és 2001. október 10-étől kezdve 1916 ponton volt, azaz 19,16%-os többletkamatot jelentett, a világszerte mért legmagasabb értéket. Ennek nyomán Argentína előtt a külföldi tőkepiacok bezárták kapuikat, az állampapírjaikra nem volt kereslet, így a pénzpiacokon az ország nem kapott forrást, és ezzel a Nemzetközi Valutaalaptól függő helyzetbe került. Sőt 2002-ben ez a felár 6000 pont fölé nőtt, és csak 2005-ben enyhült a helyzet.

### A gazdaság privatizációja
Ennek egy nagyobb hulláma az 1990-es évek elején – melynek folyamán az állami vállalatok egy részét értékük alatt adták el – oda vezetett, hogy az argentin gazdaság jelentős része külföldtől vált függővé. Ez az országot kiszolgáltatta a spekulációnak és a külföldi befektetők tőkekivonásainak. Ez az elhibázott privatizáció 2001 végén nagymértékben hozzájárult a bankválsághoz, mivel a gazdaság e részére már jelentős befolyással nem bírt a kormányzat.

## A válság története
A korábbi időszakokban még a térség legvirágzóbb reménységének nevezett ország az 1990-es évek végére zsákutcába került. Az argentin államadósság ekkor meghaladta a 155 milliárd amerikai dollárt. A 2000-es évek elejére a politikai és a gazdasági rendszer csődöt mondott, és Argentína ekkor megtapasztalta, hogy az emberek különböző társadalmi rétegeihez tartozók egybehangzóan kinyilvánították akaratukat, hogy mindenkinek távoznia kell (que se vayan todos) a hatalomból és a közéletből. Az ország adósságállománya és az ezzel járó terhek elviselhetetlenné váltak, és a kiábrándultság oda vezetett, hogy a politikusok nem léphettek ki az utcára az emberek közé anélkül, hogy atrocitások ne érték volna őket.

### Az 1998/99-es visszaesés és a 2000-es stagnálás
1997 és 1998-ban a szomszédos Brazília is válságba került, ami a brazil fizetőeszköz drasztikus, az eredeti értéknek mintegy felére való leértékelésével járt együtt. Ennek kihatásai Argentínára hamar megmutatkoztak. Egyrészt mindkét ország a Dél-amerikai Közös Piac (Mercosur) tagja, továbbá Brazília Argentínának a legfontosabb gazdasági partnere, így Brazília válságának Argentína külkereskedelmére nagyon erős negatív hatása volt. Másrészt Brazília fizetőeszköze leértékelésével döntő előnyökhöz jutott Argentína kárára a gazdasági versenyben. Következésképp a Brazíliából származó import növekedni kezdett. A brazil termékek egyre nagyobb hányada kiszorította az argentin termékeket a világpiacról, és az argentin üzemek közül sok áttelepítette a termelését Brazíliába. Ez a helyzet tovább csökkentette a külföldi tőke beruházási kedvét, mert az egész régióra rosszabbodtak a prognózisok.
E körülmények 1999-ben 4%-os recesszióhoz vezettek. 2000-ben a gazdaság még mindig nem tudott kilábalni a válságból, sőt tovább stagnált egy milliárdokban mérhető, az Nemzetközi Valutaalaptól és privát bankoktól kapott hitelkeret (a blindaje = a páncélzat nevet kapta ez) ellenére. A stagnálás hatására megnövekedett a munkanélküliség, amely egyre több tiltakozáshoz és tüntetésekhez vezetett. Ezek szervezőinek centralizációjával hamarosan létrejöttek különféle szerveződések. Tagjaik piqueteros-nak nevezték magukat, akik 2001 után fontos politikai és hatalmi tényezővé váltak.
Ugyancsak a recesszió hatásaként megnövekedett a részmunkaidőben foglalkoztatottak, valamint a feketegazdaságban foglalkoztatottak száma. A médiában nagy feltűnést keltettek az úgynevezett cartonerosok, akik a szemétben kerestek újrafeldolgozásra alkalmas anyagokat, többnyire hullámpapírt és más papírhulladékot, majd ezeket megpróbálták értékesíteni. Némely városban, mint például Córdobában a cartonerosok részvételével szövetkezeteket alapítottak, ők így városi megbízással végezték munkájukat, nem feketén és nem legalábbis részben maffiaszerűen szervezett munkaként.
A stagnálás fázisának különleges jelensége volt az, hogy egyes tartományokban bevezették az adósságjegyet. Ezt azután az állam is bevezette (az állami adósságjegyek neve LECOP volt). Ezen az úton kapták meg az állami alkalmazottak és hivatalnokok a bérüknek sokszor több mint a felét. Ezek úgy néztek ki, mint a bankjegyek és pénzként szolgáltak, ott ahol elfogadták őket, amit a legtöbb üzlet (ha gyakran egy bizonyos felár ellenében is, de) megtett. A válság csúcspontján, 2001–2002-ben Argentína pénzeszközeinek forgalmában jelentős hányadot képzett e pénzhelyettesítők körforgása.
Ebben az időszakban részint a szabad (kamatmentes) gazdaság ideológiáját követő szerveződések jöttek létre. Ezekben, mint egy gyűrűben, körbejártak a javak, többnyire azonban élelmiszer és szolgáltatás cserélődött így azzal a céllal, hogy ez kiegyenlítse a bérek csökkenését. Ezek a csere-gyűrűk 2001-től kezdve tömegjelenséggé váltak, minden városnak csaknem mindegyik negyede rendelkezett ekkor saját csere-gyűrűvel. A Red Argentina de Trueque (az ezeket magába foglaló szövetség) 2001-ben kibocsátotta a saját fizetőeszközét, a Crédiót, melyet akár még ingatlanok vásárlására is használhattak.

### 2001 januártól novemberig: A leértékelési híresztelések, a Cavallo-korszak
A gazdaság stagnálása és az állandósult külkereskedelmi mérleghiány miatt egyre hangosabbá váltak a peso leértékelését követelő hangok. Erre a kormányzat határozott nemmel válaszolt, mivel komolyan féltek attól, hogy spekulációs támadások érik a pesót, és esetleg kivonják a mozgótőkét az országból. Utólag sok kritikus megállapította, hogy egy rendezett és tervezett leértékeléssel a válságot jelentősen lehetett volna enyhíteni. Több elődjét követve ekkor Domingo Cavallo lett a gazdasági miniszter, akinek volt terve az 1:1 peso-dollár cserearányból adódó helyzet rendezésére. E szerint a pesót mind a dollárhoz, mind az (akkoriban viszonyítva lényegesen olcsóbb) euróhoz kívánta kötni egy bonyolult mechanizmussal. Az egyetlen valutához való kötöttséget tervei szerint egy valutakosárhoz való kötöttségnek kellett volna felváltania.
Előbb ezt csak a külkereskedelem területén vezették be, az 1:1 cserearány fenntartása az egyéb pénzügyi tranzakciókban biztosított maradt. Ez gyakorlatilag a pesónak 5–8%-os leértékelését jelentette. Ennek az új mechanizmusnak az értelmében a peso értéke az euró értékének feléből és a dollár értékének feléből állt össze. Ez példaként a következőt jelentette:
- ha 1 euró 0,83 USA dollárt ér, akkor a peso 0,5×0,83+0,5×1=0,915 dollárt ér,
- ha 1 euró 1,08 USA dollárt ér, akkor a peso 0,5×1,08+0,5×1=1,04 dollárt ér.

Ezt az új cserearányt abban az esetben alkalmazták volna minden pénzügyi tranzakcióban, ha az euró-dollár aránya 1:1 (vagyis ekkor 1 euró=1 dollár=1 peso).
Ez azonban csak akkor vezetett volna valódi előnyökhöz, ha az euró – amely ebben az időben olcsó volt a dollárhoz képest – előbb elérte volna az 1:1 arányt és azután ismét olcsóbbá vált volna. Ma már köztudott, hogy az euró elérte ezt az arányt, és azután még tovább erősödött a dollárral szemben. A fenti képlet szerinti új cserearány-számítás emiatt további hátrányokkal járt volna az argentin gazdaság számára, főleg ha figyelembe vesszük, hogy Argentína külkereskedelmének döntő hányada a dollárt használó országok és nem az eurót használó országok felé irányul.
A Cavallo-terv kritikusai emiatt azt javasolták: vegyék be a brazil reált is a valutakosárba, mivel az ország külkereskedelmének legnagyobb részét a brazil reláció képezi. 2001 közepe táján úgy látszott, hogy a gazdaság nagyobb károsodás nélkül tudhat majd kilábalni a válságából, a gazdasági növekedés egy kismértékű, de pozitív értéket mutatott. Meglehet, hogy a további lesüllyedésnek a 2001. szeptember 11-ét követő, a világ minden gazdaságára kiterjedő recesszió lehetett a kiváltója, mivel ez a tőzsdei befektetők bizalmát világszerte eltüntette, ami különösen a gazdasági válsággal küszködő államokkal, így az Argentínával szembeni bizalomra is igaz volt.

### 2001. novembertől 2002. áprilisig: menekülő tőke, majd káosz és leértékelés
Amikor Cavallo 2001. november végén közölte, hogy az IMF által kitűzött költségvetési célokat lehetetlen elérni, az IMF válaszreakcióként nem utalta át Argentínának a beígért 1,25 milliárd dollárnyi lehívható keretet. Ennek az ijesztő hírnek az lett a következménye, hogy az államba vetett bizalom drámai mértékben csökkent, ami a tőke gyors menekülését okozta, mély válságba taszítva a bankrendszert.  

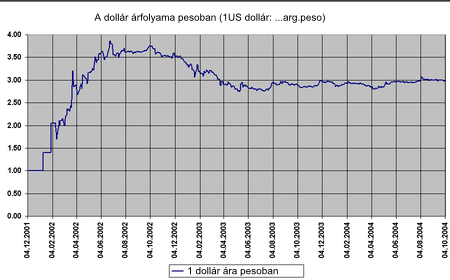
A dollár értékének változása pesóban mérve (2001.12.04.–2008.01.31.)

A tökéletes káoszt elkerülendő, Cavallo december elején bevezette az úgynevezett corallitót. Ez az intézkedés a bankszámlákról felvehető pénzmennyiséget heti 250 pesóban maximálta. Ennek hátterében az a meggondolás állt, hogy így kell a peso dollárba való átváltását fékezni, mert különben a bankrendszer, megfelelő tőke hiányában (alacsony likviditással és valutatartalékkal rendelkeztek a bankok), sem a számláit, sem a takarékban lekötött pénzeket nem lett volna képes kifizetni.
A corallito azonban csak még tovább mélyítette a bizalmi válságot mind bel-, mind külföldön, kihívta a középosztály haragját. Jelentős része számára korábban természetes volt, hogy télen (május, június) Floridába utazzanak. Most pedig hirtelen lesüllyedtek a szegények közé, és december 20-án és 21-én – karácsonyt közvetlenül megelőzően – válaszként kitört a népharag. Teljes joggal, hiszen miközben egy évtized alatt Argentína lépésről lépésre haladt a pénzügyi válság felé, a korrupt és hivatalosan is kiugróan magas jövedelemhez jutó politikai elit gazdagodott, majd jó értesülései birtokában még idejében külföldre is menekítette a pénzét. Előbb egy december 13-i általános sztrájk volt, végül december 19-én és 20-án masszív, részint erőszakos tüntetések (cacerolazo), melyek összesen 28 halálos áldozatot követeltek. Ezek a tiltakozások Domingo Cavallo, majd néhány nappal később Fernando de la Rúa lemondásához vezettek.
Átmenetileg a peronista Adolfo Rodrígez Saá vette át az elnöki hivatalt, aki azelőtt San Luis tartomány kormányzója volt. Hivatali ideje csak öt napig tartott. 2001. december 30-án lemondott, részben mert néhány tartományi kormányzó nem támogatta a gazdaságpolitikáját. Ez többek között magába kívánta foglalni az állam radikális racionalizálását és egy új második pénzeszköznek, az úgynevezett argentinónak a létrehozását (melynek cserearánya a dollárral szemben szabadon változhatott volna). Lemondásának másik oka a nép növekvő elégedetlensége, ami további nagy tüntetésekben nyilvánult meg. Saá elnökségének legfontosabb eseménye az ország fizetőképtelenségének (államcsőd) bejelentése volt az ország hitelezői felé, e döntést a későbbi elnökök is fenntartották.
Az argentin alkotmánynak megfelelően az elnöki hatalmat átmenetileg a parlament elnöke, Eduardo Camaño gyakorolta, majd Eduardo Duhaldét iktatták be elnökként 2002. január 1-jén. Környezetének gazdasági szakemberei egyértelműen a peso leértékelése mellett döntöttek. Előbb országszerte több napra bezáratták a bankokat azzal a céllal, hogy meggátolják a pánikszerű dollárvásárlást. A leértékelés mértékét 28%-ban rögzítették (1,4 peso = 1 dollár), ez a „hivatalos” cserearány mégis csak a külkereskedelemre vonatkozott. A belkereskedelemben a peso árfolyamát lebegtették (a dollár cserearányát felszabadították).
A leértékelés hatása kiábrándító volt. A „szabad cserearány” a dollárral szemben a masszív, pániktól vezérelt bevásárlások miatt néhány napon belül két peso fölé emelkedett. Ez a „hivatalos” cserearány beszüntetésére ösztökélte a kormányt, melynek következményei további pánikszerű dollárvásárlásokat generáltak, és ennek nyomására a peso még tovább gyengült. Ennek szorításában, mindenekelőtt amiatt, mert a peso leértékelésének a bankok számára végzetes következményi voltak, igen kemény intézkedéseket határoztak el, amely hamarosan a Corralón nevet kapta. Ez abban állt, hogy minden bankszámlát egy adott értékhatáron felül át kellett alakítani kötött kamatozású állampapírokká, melyek összege 2010-ig nem volt felvehető.
A Menem elnöksége alatt bevezetett dollárszámlák helyzete különösen problematikusnak bizonyult, hiszen ezek értéke többszörösére ugrott. Emiatt úgy döntöttek, hogy a dollárszámlákon szereplő 1 dollárt 1,40 peso értéken való pesoszámlákként kezelik, és a számlaértéket csak több hónap alatt (sőt magas összegek esetében több év alatt) adják ki a tulajdonosának. Más volt a cserearány a dolláradósságokra, ezeket 1:1 arányon lehetett előbb visszafizetni. Ez az úgynevezett aszimmetrikus pesósítás hosszú ideig munkát adott az argentin bíróságoknak, majd ennek következményeként végül egy új kötvény-programot vezettek be, az úgynevezett Plan BODEN-t, és így a dolláradósságokra is kiterjesztették az 1:1,4 arányt, megnövelve azt egy inflációs indexszel, a CER-el. Meg kell jegyezni, hogy a Corralónnal érintett bankszámlákat a javuló konjunkturális helyzet miatt idő előtt 2003-tól kezdődően visszafizették tulajdonosaiknak.
Mindezek az intézkedések további bizalomvesztést okoztak, úgyhogy 1 dollár 2002 áprilisában 3,50 pesót ért. A jegybank mégis oly sok pesót vásárolt, hogy e mesterséges kereslet a dollár értékét hamarosan 2,80 peso alá vitte.

### Gazdasági bizonytalanság (2002. április-augusztus)
A nép megnyugtatásának céljával szociális segélyt vezettek be a szegény családok megsegítésére a Világbank támogatásával. Előbb 100, később 150 peso összeggel munkanélküli családfők számára (az úgynevezett Plan Jefes y Jefas de Hogar), ami azonban tekintettel az inflációra mégis inkább csak egy szimbolikus összeg volt. Viszont megoldotta a családok alapvető szükségleteinek kielégítését, és csökkentette a nyomást a fekete munkaerőpiacokon. A dollár pesóban mért értéke tovább ingadozott, az év közepére elérte a 4 pesót, ami körül a jegybank masszív védekező intézkedéseinek köszönhetően stagnálni kezdett. A bankok helyzete további bizonytalanságot idézett elő. Végül sikerült keresztülvinni a Plan Bonex II, vagy más néven Plan BODEN intézkedéseket, amely a dollárszámlákat átkonvertálta 5–10 éves futamidős (Boden) fix kamatozású értékpapíroknak a széles skálájába. A corralón ekkor azt érte el, hogy a gazdaság több szektora, így például az ingatlanpiac és a gépkocsik piaca szinte teljesen leállt. Így 2002 első hónapjaiban bekövetkezett egy 12% körüli recesszió.

### A válság lecsengése, bizonytalan fellendülés (2002. augusztus – 2003. július)

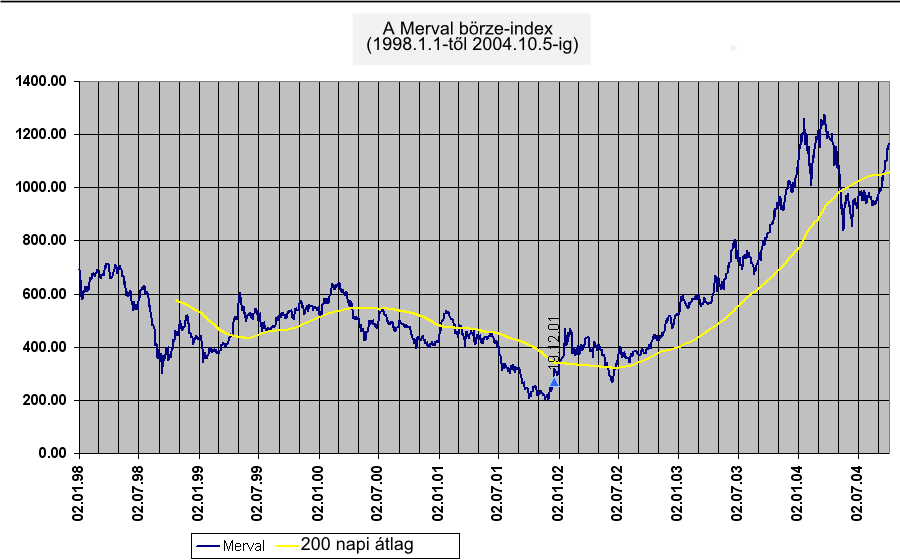
A Merval részvényindex és átlagának mozgása (1998.01.01.–2004.10.05.)

Az év közepe után megjelentek a lábadozás első jelei a gazdaságban. A dollár értéke 3,60 és 3,70 peso közötti sávban maradt, ami a vállalkozói tervekben valamivel több biztonságot hozott. 2002 végén határozott gazdasági fejlődés állt be, világosan megmutatkoztak a leértékelés pozitív oldalai (versenyképes világpiaci árak). 2003 elején a Corralito, a Corralón, az időközben az adósságjegyek bázisán keletkező pénzhelyettesítők (például a LECOP) ideje befejeződött (ezek eltüntetésével), ami beindította a fogyasztást. Duhalde elnök mégis új választásokat hirdetett ki, hogy így adjon az állami intézményeknek legitimitást. 2003 májusában Néstor Kirchner, a Peronista Párt balszárnyához tartozó politikus nyerte meg az elnökválasztást, miután vetélytársa, Carlos Menem a második fordulóban már nem tudta kihívni őt. Kirchner imázsa a „cselekvő ember imázsa” lett, de ennek ellenére megtartotta elődje gazdaságpolitikai irányvonalát. A gazdasági növekedés állandó maradt, és 2003 januárjában elérte a 8,9%-ot.

### További fejlődés

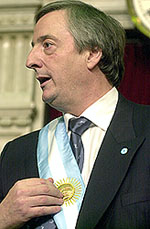
Néstor Kirchner elnök

2003 vége és 2004 elejétől kezdődően mindig újra relatív energiahiány lépett fel. Oka a viszonylag erős gazdasági fejlődési ütemben, az igen magas nyersolajárakban és az energia infrastruktúrájában hiányzó beruházásokban keresendő. A válságot követő idők további konfliktusainak forrása a hosszú ideje megoldatlan, nem állami kibocsátású kötvények kérdése volt. Az argentin állam hiteladósságainak nagy része magánbefektetők követelései voltak. Minthogy Argentína a 2002-évi leértékelés után kemény takarékossági program nélkül nem lehetett volna abban a helyzetben, hogy a magánbefektetők felé fennálló teljesítendő fizetési kötelezettségeit betartsa, ezért kidolgoztak egy adósság-átütemezési tervet (canje).
A multilaterális hitelezőivel (mint Világbank, Nemzetközi Valutaalap stb.) szembeni kötelezettségeinek Argentína rendszeresen, teljes mértékben eleget tett (jóllehet nem mindig határidőre teljesített). 2004-ben többször is benyújtottak a hitelezők képviseleteinek javaslatokat, melyek előirányoztak előbb egy 75%-os, később csak 65%-os hitelállomány csökkentést. Ezek különösen a külföldi hitelezők körében ütköztek általános elutasításra, akik előbb minimum a hitelezett összeg 55%-át vissza kívánták kapni. Ez megrontotta Argentína és az IMF viszonyát is. Az országnak – többszöri diplomáciai támadások árán – mégis sikerült végül a legtöbb hitelezői kört meggyőzni, a végén csak a német, de főképp az olasz hitelezők álltak ez ellen. Az adósság átütemezése folyamatának eredetileg 2004 novemberében kellett volna elindulnia, de ez, több halasztás után, csak 2005. január 12-én történt meg. Ez már csak 50%-os hitelállomány csökkentést irányzott elő, melyet három újabb államkötvény bevezetésével értek el, melyek között a hitelezők bizonyos megszorításokkal választhattak.
A feltételekkel ellentétesen Argentína nem ismerte el a hiteleknek 2002 óta felhalmozott kamatterheit, így az értékpapírok kárvallott tulajdonosait a hivatalosan megadottnál magasabb veszteségek érték.
A három kötvénytípus: 
- Bono Par kötvény alaptőke csökkentése nélkül
- Bono Cuasi Par kötvény 30%-os alaptőke csökkentéssel
- Bono de Descuento kötvény 70%-os alaptőke csökkentéssel

Valamennyiükben közös az, hogy a hitelezők jogi pozícióit lényegesen rontották. Ezek közt szerepel, hogy ellentétben az előző kötvénypapírokkal, a külföldi bíróságok illetékessége kizárt azokban a jogvitákban, melyek abból keletkezhetnek, ha Argentína megint csak nem teljesíti adósi kötelezettségeit, ami annyit jelent, hogy az argentínai jogrendszeren belül lehet csak Argentínával szembeni keresettel élni.
Jegyezték a Bono Par, valamint a Bono Cuasi Par kötvényeket, melyek 15 milliárd dollárban (Par) illetve 23,4 milliárd dollárban (Cuasi Par) voltak korlátozva. Az ennél magasabb kontingenseket jegyző befektetők a Bono de Descuento-ban részesülhettek.
Míg a Bono Par csak alacsony kamatokat és igen hosszú futamidőt kínált, a Bono de Descuento rendelkezett a legmagasabb kamatlábbal, de egyben a legrövidebb futamidővel. Továbbra is a kötvények egy része az infláció indexéhez kötött, csakhogy már nem dollárban, hanem pesóban számított indexről kell beszélni.
Az akkori gazdasági miniszter, Roberto Lavagna többször hangsúlyozta azt, hogy ez az utolsó és egyben egyetlen ajánlat, melyet Argentína a hitelezőinek felkínál. Első hitelezői csoportként az argentin hitelezők fogadták el az ajánlatokat, akik közül egy nagy hányad az AFPJ argentin biztosító nyugdíj-biztosítási értékpapírjaival rendelkezett. 2005 februárjában a tárgyalásokat befejezettnek nyilvánították. 2005. február végén lejárt az átütemezés időintervalluma. Az adósság átütemezés ajánlatának lejárta után még mindig voltak egyes hangok a hitelezők csoportjaiból és az IMF-ből, melyek a tárgyban egy újabb ajánlatot követeltek. Az argentin kormány azonban többször is hangsúlyozta, hogy ezeknek a követeléseknek nem tesz eleget.

### Kibontakozás
Argentínában a növekedés 2003 közepétől állandóan magas szintű maradt. E gazdasági növekedés mindenekelőtt a pénz leértékelésének köszönhető. Export és importtámogatások segítették az ipar fejlődését. 2004-től az importból származó kereskedelem ismét erős emelkedést mutatott, így az ország gazdasági helyzete normalizálódott. Minden gazdasági növekedés ellenére azonban továbbra is nagy szociális és gazdasági hiányosságok vannak. Állandóan csökkent a munkanélküliség (2006 negyedik negyedében 8,7%) és a szegénységi ráta (26,9% 2006 második felében), de még mindig igen magas volt. Kirchner elnök megkísérelte a fejlődés gátjainak egy részét képező, neofeudális struktúrák korszakának maradványait az ország gazdaságában és politikájában felszámolni. Komoly gondot jelentett továbbra is az egyes tartományok közötti jelentős különbség, így például a szegénységi ráta 2006-ban Ushuaiában 5%, míg Resistenciában 56% volt.
Megoldatlanok voltak még Argentína, a Nemzetközi Valutalap és a magánbefektetők közötti viták, bár a kérdésben a 2005 februári adósság-átütemezést követően inkább az optimista szemléletmód érvényesült, és Argentína a G8-államok nagyobb részétől, köztük Németországtól is támogatást kapott. Mindezek ellenére még mindig maradtak olyan hitelező csoportok, úgynevezett keselyű-alapok, amelyek elvártak egy megismételt adósság-átütemezési ajánlatot. A munkanélküliség ellen egymás közötti rövidtávú megegyezésekkel 2005-ben megküzdött Kirchner kormánya és a kereskedelmi szektor. A helyi Statisztikai Hivatal becsléseit messze meghaladó volt a gazdasági növekedés 2005-ben és a megelőző években. 2006-ban is magas, 8,5%-os gazdasági növekedést sikerült elérni.
A következő évekre vonatkozó várakozások általában a gazdasági növekedés további fennmaradásával számoltak. Héctor Valle, az argentin Kutatási és Fejlesztési Alapítvány, a Fide igazgatója 6 és 9% közötti növekedésre számított. A gazdasági minisztérium becslése óvatosabb volt: 4%-ra számított. Salvador Treber közgazdász szakértő a gazdaság központi problémájának az energiaszektort tartja, szerinte e szektor kérdéseinek megoldásától függ a gazdasági fejlődés. Ennek megoldásában fontos lépés volt az, hogy 2011 őszére felépült a nagy teljesítményű Atucha II atomerőmű.

## A válság társadalmi hatásai
Az argentin válság a népesség életszínvonalának általános romlásával járt, ez azonban a gazdaság gyors kilábalása miatt csak néhány évig tartott. A számok azt mutatják, hogy a háztartások havi átlagjövedelmének alakulása amerikai dollárban számítva 1993-ban 1137,9 USD, 1998-ban 1183,6 USD, a válság mélypontján, 2003-ban 892,0 USD és 2006-ban már 1842,6 USD volt.

### A vásárlóerő visszaesése, a középosztály összezsugorodása
A 2002 év eleji pénzleértékelés legközvetlenebb kihatással a peso vásárlóerejére volt. 2002-ben az infláció indexe elérte a 41%-ot (a fogyasztói árindex spanyol rövidítése: IPC). Mivel ezt a bérek növekedése nem, vagy csak igen korlátozott mértékben követte, ezért a reálbérek színvonala 23,2%-kal süllyedt.
A következő években az inflációs index továbbra is magas volt (évenkénti összehasonlításban 6 és 16% közötti), mégis a konjunkturális fellendülés elég erős bérnövekedést tett lehetővé ahhoz, hogy a reálbér 2005-ben ismét elérje a 2000-évi színvonalat. A fizetőeszköz vásárlóerejében megjelenő veszteség különösen a középső társadalmi rétegeket sújtotta. Ezek korábban, az 1990-es években, viszonylag magas életszínvonalat értek el. Most egy részük a szegénységkvóta alá került (nevük spanyolul nuevos pobres = „új szegények”). A felső rétegek vesztesége nem volt ilyen magas, mivel ők vagyonukat eleve dollárban tartották, és a bérüket is gyakran dollárban kapták meg.

### A szegénység és az alultápláltság növekedése
A pénz vásárlóerejének csökkenése együtt járt a szegénységi kvóta megnövekedésével, mely az 1990-es évek közepén 25,9%-ról a legmagasabb szintre, 57,5%-ra, 1998-ban jutott el.
2002 közepére a népesség 27,5%-ának nem volt elegendő jövedelme ahhoz, hogy az alapvető élelmezési cikkek iránti szükségletét fedezze (a helyi Statisztikai Hivatal, az INDEC adatközlése). Ennek a népességhányadnak az argentin a neve tasa de indigencia (a nyomor hányada). 
Ez bár nem jelenti azt, hogy a népességnek ekkora része éhezett, mivel a megfelelő élelmiszereket tartalmazó árukosár nem az abszolút minimum kalóriaszükségletet fedi le, hanem azt az átlagos fogyasztást képviselő árukosarat jelenti, amely 1986-ban a népességnek a legszegényebb alsó ötöde feletti egyötöde fogyasztási színvonalának felel meg.
Ehhez jön még számos segélyprogram az államtól és nem kormányzati segélyszervezetektől. Mégis különösen a gyermekek esetében egyes tartományokban megnövekedett az alultápláltság, a legsúlyosabban ez Tucumán tartományt érintette, itt 2002-ben az öt évnél fiatalabb gyermekeknek több mint 20%-a nem érte el a megkívánt minimális testsúlyt. A válság mélypontja után a szegénységi hányad lassan, de folyamatosan csökkent, 2006 második felében 26,9%-ra, a nyomorban élők hányada ekkor 8,7% volt.

### A szociális mutatók nem javultak
Míg számos mutató az 1990-es években jelentősen javult, addig a válságot követő években vagy azonos szinten maradtak vagy romlottak, mint például a gyermekhalandóság esetében, amely a teljes válságidőszakban (1998–2002) bár enyhén csökkent (ezer élve születésre számítottan 19,1-ről 16,8-ra), mégis a 2001 és 2002 évek összehasonlításában vagy maradt, vagy valamelyest emelkedett.

### Az összeomlás és a második gazdaság új expanziója
Argentínában – különösen az 1970-es években – erős volt a második gazdaság, amely tovább erősödött az 1980-as években, de különösen az 1990-es évek vége felé, amikor a munkanélküliségi ráta először lett kétjegyű. A média mindenekelőtt nagy figyelmet szentelt a cartonerosoknak – hullámpapír és más újrahasznosítható hulladékanyagok gyűjtőinek –, emellett azonban számos házaló és mindenféle, be nem jelentett szolgáltató volt, akiknek a neve changueros (napszámosként fordítható). Továbbra is a kiskereskedelemben (például különféle kioszkok) foglalkoztatottaknak nagy hányada feketén dolgozott.
A corallito következtében, amely a forgalomban lévő készpénz tömegét a tőke kivonásától való félelmében korlátozta, a második gazdaság 2001 végére igen súlyos helyzetbe került, ami a kirobbanó tiltakozásokhoz hozzájárult. Ez a szektor teljesen, egzisztenciálisan függ az elegendő készpénz jelenlététől, mert az egyetlen lehetséges fizetési mód a bankjegy használata.
Mégis – a készpénzhiány ellenére is – 2002 elejétől bővült a második gazdaság, mert ekkor a válság (és mellékhatásaként a munkanélküliség emelkedése) sok új munkanélkülit kényszerített feketemunkára. A társadalmi szintű tragédiát enyhítendő, Eduardo Dualde bevezette a Plan Jefes y Jefas de Hogart. Ez minimális mértékű szociális támogatás a munkanélküli családfők számára előbb 100, később 150 peso segélyösszeggel. Erre a segélyre senki másnak nem volt joga, csak az (egy meghatározott határidőn belül) bejegyzett személynek.
Miután 2003-tól a munkapiac helyzete enyhült, újra több munkahely jött létre az első gazdaságban, így a második gazdaság jelentősége mérséklődött. Azonban még 2007 januárjában is a munkavállalók 40%-a nem volt bejegyezve.

### A javak gyűrűszerű cseréje (Red Global de Trueque)
Ezek a gyűrűk már az 1990-es években – az emelkedő munkanélküliséggel párhuzamosan – nagy számban alakultak meg. Nem csak javak, hanem főként szolgáltatások cseréjére. Az őket tömörítő szervezet, a Red Global de Trueque (RGT) által kibocsátott „bankjegy”, a créditos másodlagos fizetőeszközzé (készpénz-helyettesítővé) vált a peso mellett. Viszont a créditos kibocsátása – amit a Nemzetközi Valutaalap erősen bírált – nem volt megfelelően ellenőrzött, így a robbanásszerű, bővített megjelenésük az RGT-t újra és újra a créditos leértékelésére kényszerítette. Így amint kezdett kilábalni a gazdaság a krízisből 2003 körül, ez a fizetőeszköz egyre kevesebb és egyre jelentéktelenebb lett.

### A piquetero mozgalom terjedése
1996-tól a növekvő munkanélküliséggel egyre gyakoribbá lett az utak blokád (blokádok = piquetes) alá vétele. Ezeket előbb szervezetlen munkanélküliek csinálták, később ezek szervezett csoportjai, a piqueterók. E tevékenységek 1998-tól kezdődően megsokasodtak és a közlekedés komoly problémájává nőtték ki magukat, mindenekelőtt Buenos Airesben, a fővárosban. Egyidejűleg különféle pártok – közöttük is elsősorban baloldali és szociáldemokrata pártok, mint például a Partido Obrero – hatoltak be e mozgalomba, és megalapították a saját piqueteros-aikat. Együttes erővel és aktivitásuk növelésével elérték céljaik némelyikét, például a planes trabajar néven ismert, munkát biztosító intézkedéseket. 2004–ben Luis D’Elia, az egyik legismertebb piquetero aktivista szövetséget kötött Néstor Kirchner elnök kormányával, és így elért néhány kedvezményt. Ez hozzájárult ahhoz, hogy a mozgalom veszített mind az agresszivitásából, mind a jelentőségéből. Ez annak ellenére igaz, hogy a piqueteros nagy része (de különösen a Raúl Castell vezette Movimiento de Jubilados y Desocupados) Kirchner ellenzéke maradt.

### Újabb menekülés a vidékről, nő a lakáshiány
Ez a válságnak egy rövid ideig tartó súlyos következménye volt, de az 1990-es években csökkenő tendenciát mutatott. Az akkor főként a határszéli tartományok lakossága vándorolt – a második gazdaságban feketemunkát és megélhetést keresve, hogy enyhítse az éhezést (ami heti átlagban hét gyermek éhhalálához vezetett) – a nagyvárosok peremén lévő engedély nélkül felépített településekre, slumokra. Ez azonban csak időlegesen vezetett a slum-lakosság növekedéséhez, mert egyidejűleg már az 1990-es években az építési és urbanizációs programok egy sora valósult meg (például a Programa de Mejoramiento de Barrios, a jó fekvésű nyomornegyedek urbanizálására).
A gazdaság 2003. évi lábadozásával e programokat nagyon kiszélesítették, ami egyes tartományokban vélhetően a slumok népének erős csökkenését hozta, bár ehhez nincs pontos statisztikai adat. Pont a különösen erősen érintett Buenos Aires tartományban, amely a fővárosnak a peremrégióit is magába öleli, stagnálnak a benépesültség értékei, mert hiányzik a koordinált szociális építési politika, így mintegy 1,1 millió nyomornegyedekben élő lakosa van Gran (Nagy-) Buenos Airesnek.

## A nemzetgazdaságot érő hatások
A nemzetgazdaságra mind rövid-, mind hosszú távon hatással volt az argentin válság. E hatások recesszióban sűrűsödtek, és magukkal hozták a gazdaság struktúrájának átalakítását.

### Az import csökkenése és az export fellendülése
A peso 2002. évi gyors leértékelése e fizetőeszköz másokkal szembeni alulértékeltségéhez vezetett. Hatására drámaian esett az argentin termékek és szolgáltatások ára, ami nagy lökést adott az exportnak, de ezzel párhuzamosan az importált javak megdrágultak az országban. 
Ez igen erős importcsökkenésre vezetett, különösen a pesónak a 2002–2004 évek során beállt legerősebb alulértékeltségi fázisában, melyben a külkereskedelmi mérleg többlete felnövekedett 16,7 milliárd dollárra. Emiatt számos korábban importált terméket megint Argentínában állítottak elő, és az import kiváltásnak egy újabb hulláma jelent meg, amely azonban nem államilag támogatott volt, mint 1930 és 1976 között, hanem ez a piac spontán válasza a peso alulértékeltségére.
Ezzel párhuzamosan nagyon fellendült az export (ezt a külföldi fizetőeszközök viszonylagos túlértékeltsége eredményezte), mert így az argentin termékek olcsóbbá lettek a külföld számára. Mindez pozitív külkereskedelmi mérlegekhez vezetett a következő évek során is.
Csak 2005-től emelkedett újra az import, ekkorra a peso alulértékeltsége egyre kisebbé lett azáltal, hogy az időszakban emelkedett az infláció, míg a cserearány változatlan maradt. A külkereskedelmi mérleg azonban 2007-ig továbbra is pozitív maradt.

### Infláció
A peso leértékelése újabb inflációt generált. Bár az egyes értékek mélyen az 1988–90-es válság ideje alatt maradtak, 2004-től a peso vásárlóerejének csökkenése állandósult, a stabil cserearány ellenére is.
Okai az ismert árak – költségek – bérek spiráljában keresendők. Az árak növekedése a szakszervezeteket erős béremelések követelésére ösztönözte. Mivel ennek nyomán a termékek előállítási költségei, így az árai is megnövekedtek, a helyzet mindig csak időlegesen stabilizálódott (a 2003. évi infláció 3,7%, a 2004. évi 6,1% volt). 2005-ben ismét növekedett az infláció, elérte a 12,3%-ot. E negatív hatásokat a kormányzat egy meghatározott termékkörben az árak központi ellenőrzésével próbálta megfékezni. Ebben azonban csak időleges sikerei voltak. Az infláció indexe 2007-ben is kétjegyű volt, és a trend felfelé mutatott – körülbelül 16%-ot jeleztek a becslések. Számos gazdasági szakértő kétségbe vonta a 2007-re megadott hivatalos inflációs indexet, mivel az INDEC munkatársai kiszivárogtatták, hogy a kormány többször beavatkozott a fogyasztási index számításába. E leleplezés nyomán sokan azt sejtették, hogy populista okokból titokban meg kellett változtatni a kiértékelés módszereit, azért, hogy a számokat „megszépítsék”.

### Energiahiány
Ilyen szakaszok a 2004-et követő években – különösen a téli időszakokban – voltak rendszeresek. Oka a gazdasági expanzió, így különösen az ipar fejlődése és az ezzel járó energiaszükséglet megnövekedése, amely nem járt együtt az új energiaforrások bevonását célzó beruházásokkal. 2004 tele az országban mindenhol hidegebbnek bizonyult az átlagosnál, így ekkor különösen erős volt az energiahiány, amit országszerte energiakrízisnek tartottak. Ennek oka a messze az átlagon felüli földgáz- és áramfelhasználás a fűtésben, mindenekelőtt a lakásokéban. Rövid távú intézkedésként a kormány az egyik oldalon az ipar számára tiltotta ezeket az energia-felhasználási formákat. A másik oldalon a kormány a háztartásokat is megterhelte egy többletárral, de csak arra az áramfelhasználásra vonatkozóan, mellyel az előző év azonos hónapjában mért fogyasztást túllépték. Néhány tartomány megpróbálkozott a téli időszámítás bevezetésével is, de a dolog sikertelensége az intézkedések visszavonására vezetett, alig néhány héttel az energia-válság befejeződése után.
2005–2006 között bár megint volt átmeneti energiahiány, de ezúttal a téli hőmérsékleti adatok átlagosak, vagy magasabbak voltak, így ezek kihatása nem volt olyan drasztikus. 2007 telének májusában a mért hőmérsékleti értékek az átlagosnál sokkal alacsonyabbak voltak, ezért megint beállt egy energiahiányos időszak, melyre a kormány megint az ipari felhasználás korlátozásával reagált. Ugyanígy a különösen kritikus napokon tiltotta a benzinkutakon a földgáz eladását tehergépkocsik számára. Rövidtávú megoldásként Kirchner elnök 2007 júniusában megegyezett a gazdag földgázkinccsel rendelkező Bolíviával, hogy fokozzák a beruházásokat, új kutakat fúrnak. Hosszú távon azt remélték, hogy az Atucha II atomerőmű és a Paraná folyón épülő Yacyretá-Apipé vízerőmű – a világ legnagyobbjainak egyike – építési munkái 2008-ban befejeződnek. Az atomerőmű építése 2011 őszére befejeződött, a vízerőműé már korábban (ez ma a nyolcadik a világ legnagyobb erőműveinek listáján).
Több hőerőmű építését is tervezik. A szélenergia felhasználásának bővülése elég lassú, holott szél az országban, de különösen annak déli részén bőségesen állna rendelkezésre. Van ugyan néhány nagy projekt Chubut tartomány északi részén és a pampától délre. A szélenergia e csekély felhasználásának oka az, hogy a szélerőműveket nem az országon belül állítják elő, így a beruházás a számos egyedi rész importálása miatt nagyon drága.

## Fordítás
- Ez a szócikk részben vagy egészben  az   Argentinien-Krise című német Wikipédia-szócikk ezen változatának fordításán alapul.  Az eredeti cikk szerkesztőit annak laptörténete sorolja fel. Ez a jelzés csupán a megfogalmazás eredetét és a szerzői jogokat jelzi, nem szolgál a cikkben szereplő információk forrásmegjelöléseként.